# Witalij Tokariew
Witalij Arystarchowycz Tokariew, ukr. Віталій Аристархович Токарєв (ur. 5 maja 1922, Ukraińska SRR) – ukraiński trener piłkarski.

## Kariera trenerska
W latach 1968–1969 pracował na stanowisku dyrektora klubu Spartak Iwano-Frankiwsk. Na początku 1969 po dymisji 
Myrosława Dumanskiego do lata pełnił obowiązki głównego trenera Spartaka Iwano-Frankiwsk. Potem przez dłuższy czas pracował jako Prezes Związku Piłki Nożnej w obwodzie iwanofrankowskim.